# Vincent Persichetti
Vincent Ludwig Persichetti (Philadelphia, 6 juni 1915 – aldaar, 14 augustus 1987) was een Amerikaans componist, muziekpedagoog en dirigent.

## Levensloop
All op vijfjarige leeftijd kreeg hij pianoles. Wat later leerde hij orgel, contrabas en tuba alsook muziektheorie en compositie. Met zijn 11e levensjaar kreeg hij de mogelijkheid zijn eigen muzikale opleiding en het praktische musiceren te verbeteren. Op 16-jarige leeftijd werd hij organist en koorleider van de Arch Street Presbyterian Church te Philadelphia en bleef 20 jaar in deze functie.
Zijn studie deed hij aan het Combs College of Music waar hij bij Russel King Miller compositie studeerde. In 1935 was hij eveneens leider van de klas voor muziektheorie en compositie aan het Combs College of Music, hij studeerde orkestdirectie bij Fritz Reiner aan het Curtis Institute of Music alsook piano bij Olga Samaroff aan het Philadelphia Conservatory. Verder voltooide hij zijn compositiestudies bij Paul Nurdoff en Roy Harris.
Van 1941 tot 1947 was hij professor aan het Philadelphia Conservatory en was leider van de afdeling compositie. In 1947 ging hij over naar de bekende Juilliard School of Music in New York, waar hij de compositie-afdeling vanaf 1963 leidde. Als gastprofessor werkte hij ook aan universiteiten in het Verenigd Koninkrijk en Japan.
Hij werd beschouwd als een groot organist en improvisator en schreef negen werken voor orgel en eveneens 9 werken voor klavecimbel.
Zijn composities en eveneens de muziekwetenschappelijke werken werden wereldwijd bekend en hoog aangezien. Zijn composities werden met talrijke nationale en internationale prijzen onderscheiden.

## Composities

### Werken voor orkest
- 1941 Concertino for Piano and Orchestra opus 16
- 1942 Symphony No. 1 opus 18
- 1942 Symphony No. 2 opus 19
- 1942 Dance Overture opus 20
- 1943 Fables for Narrator and Orchestra opus 23
- 1946 Symphony No. 3 opus 30
- 1946 The Hollow Men opus 25, voor trompet en strijkorkest
- 1950 Serenade No. 5 opus 43
- 1950 Fairy Tale opus 48
- 1951 Symphony No. 4 opus 51
- 1953 Symphony for Strings (Symphony No. 5) opus 61
- 1958 Symphony No. 7 (Liturgical) opus 80
- 1963 Stabat Mater opus 92, voor koor en orkest
- 1963 Te Deum opus 93, voor koor en orkest
- 1964 Concerto for Piano and Orchestra opus 90
- 1964 Introit for Strings opue 96
- 1967 Symphony No. 8 opus 106
- 1970 The Creation opus 111 voor sopraan, alt, tenor, bass, gemengd koor en orkest
- 1970 Night Dances opus 114
- 1971 Sinfonia: Janiculum (Symphony No. 9) opus 113
- 1977 Concerto for English Horn and String Orchestra opus 137
- 1983 Flower Songs (Cantata No. 6) opus 157, voor gemengd koor en strijkorkest

### Werken voor harmonieorkest
- 1950 Divertimento, voor harmonieorkest, opus 42
  1. Prologue
  2. Song
  3. Dance
  4. Burlesque
  5. Soliloquy
  6. March
- 1952 Psalm, voor harmonieorkest, opus 53
- 1953 Pageant, voor harmonieorkest, opus 59
- 1956 Symphony for Band (Symfonie nr. 6), voor harmonieorkest, opus 69
  1. Introduction - Allegro
  2. Slowly (based on: Round me Falls the Night from Hymns and Responses for the Church Year)
  3. Dance
  4. Finale
- 1960 Serenade nr. 11, voor harmonieorkest, opus 85
- 1961 Bagatelles, voor harmonieorkest, opus 87
  1. Vivace
  2. Allegretto
  3. Andante sustenuto
  4. Allegro con spirito
- 1962 Chorale Prelude: So Pure the Star, voor harmonieorkest, opus 91
- 1965 Masquerade, thema en tien variaties voor harmonieorkest, opus 102
- 1966 Celebrations opus 103, Cantata No. 3, voor koor en harmonieorkest (op tekst van Walt Whitman)[1]
  1. There is That in Me
  2. A Clear Midnight
  3. Sing Me the Universal
  4. I Sing the Body Electric
  5. Stranger
  6. I Celebrate Myself
- 1967 Chorale Prelude: Turn Not Thy Face, voor harmonieorkest, opus 105
- 1971 O Cool is the Valley, poëem voor harmonieorkest, opus 118
- 1972 Parable IX, voor harmonieorkest, opus 121
- 1973 A Lincoln Address, voor spreekstem en harmonieorkest, opus 124A
- 1984 Chorale Prelude: O God Unseen, opus 160

### Muziektheater
- 1976 The Sibyl: A Parable of Chicken Little (Parable XX) opus 135, opera in een bedrijf
  1. Realization
  2. Sky Spell
  3. Wishing

### Koormuziek
- 1940 Magnificat and Nunc Dimittis opus 8 voor gemengd koor en piano
- 1957 Seek the Highest opus 78 voor gemengd koor (SAB) en piano
- 1959 Song of Peace opus 82 voor mannenkoor en piano
- 1960 Mass opus 84 voor gemengd koor
  1. Gloria
  2. Agnus Dei
- 1963 Spring Cantata (Cantata No. 1) opus 94, voor vrouwenkoor en piano
- 1964 Winter Cantata (Cantata No. 2) opus 97, voor vrouwenkoor, fluit en marimba
- 1966 Celebrations opus 103, Cantata No. 3 voor koor en harmonieorkest
  1. There is That in Me
  2. A Clear Midnight
  3. Sing Me the Universal
  4. I Sing the Body Electric
  5. Stranger
  6. I Celebrate Myself
- 1967 The Pleiades opus 107, voor trompet, gemengd koor (SATB) en strijkorkest
- 1971 Love opus 116 voor vrouwenkoor (SSAA)
- Hymns and Responses for the Church Year
- Proverb opus 34, voor gemengd koor

### Werken voor toetsinstrumenten (orgel, klavecimbel, piano)
- 1939 First Piano Sonata opus 3
- 1940 Sonatine for Organ Pedals Alone, opus 11
- 1949 Fourth Piano Sonata opus 36
- 1949 Fifth Piano Sonata opus 37
- 1950 Eighth Piano Sonata opus 41
- 1951 First Harpsichord Sonata opus 52
- 1952 Ninth Piano Sonata opus 58
- 1960 Sonata for Organ opus 86, voor orgel
- 1962 Shimah B’Koli (Psalm 130) opus 89, voor orgel
- 1971 Parable VI opus 117, voor orgel
- 1975 Parable XIX opus 134, voor piano
- 1977 Auden Variations opus 136, voor orgel
- 1978 Little Mirror Book voor piano, opus 139
- 1978 Four Arabesques opus 141, voor piano
- 1980 Dryden Liturgical Suite opus 144, voor orgel
- 1981 Second Harpsichord Sonata opus 146
- 1981 Song of David opus 148, voor orgel
- 1981 Third Harpsichord Sonata opus 149
- 1982 Fourth Harpsichord Sonata opus 151
- 1982 Fifth Harpsichord Sonata opus 152
- 1982 Parable XXIV opus 153 for Harpsichord
- 1982 Sixth Harpsichord Sonata opus 154
- 1983 Seventh Harpsichord Sonata opus 156
- 1984 Eighth Harpsichord Sonata opus 158
- 1985 Ninth Harpsichord Sonata opus 163
- Appalachian Christmas Carols (After John Jacob Niles) for One Piano, Four Hands
- Concerto for Piano Four Hands, opus 56
- Chorale Prelude: Drop, Drop, Slow Tears opus 104, voor orgel
- Chorale Prelude: Give Peace, O God opus 162, voor orgel
- Do Not Go Gentle opus 132, uitsluitend voor het pedaal-register van de orgel
- Little Harpsichord Book opus 155
- Serenade No. 15 for Harpsichord opus 159
- Tenth Harpsichord Sonata opus 167

### Kamermuziek
- 1929 Serenade No. 1 opus 1 for Ten Wind Instruments (fluit, hobo, klarinet, fagot, 2 hoorns, 2 trompetten, trombone, tuba)
- 1940 Concertato opus 12 voor piano en strijkkwartet
- 1941 Serenade No. 3 opus 17 voor viool, cello en piano
- 1945 Serenade No. 4 opus 28 voor viool en piano
- 1948 King Lear opus 35, Septett voor houtblazerskwintet, pauken en piano
- 1950 Serenade No. 6 opus 44 voor trombone, alt-viool en cello
- 1957 Serenade No. 10 opus 79 voor fluit en harp
- 1960 Infanta Marina opus 83 voor alt-viool en piano
- 1961 Serenade No. 12 opus 88 voor solo tuba
- 1963 Serenade No. 13 opus 95 voor twee klarinetten
- 1965 Parable I opus 100 voor solo fluit
- 1968 Parable II opus 108 voor koperblazerskwintet
- 1968 Parable III opus 109 voor solo hobo
- 1969 Parable IV opus 110 voor solo fagot
- 1969 Parable V opus 112 voor carillon
- 1971 Parable VII opus 119 voor solo harp
- 1972 Parable VIII opus 120 voor solo hoorn
- 1972 Parable XI opus 123 voor solo alt-saxofoon
- 1973 Parable XII opus 125 voor solo piccolo
- 1973 Parable XIII opus 126 voor solo klarinet
- 1973 Parable XIV opus 127 voor solo trompet
- 1973 Parable XV opus 128 voor solo Engelse hoorn
- 1974 Parable XVI opus 130 voor solo alt-viool
- 1974 Parable XVII opus 131 voor solo contrabas
- 1975 Parable XVIII opus 133 voor solo trombone
- 1978 Parable XXI opus 140 voor solo gitaar
- 1981 Parable XXII opus 147 voor solo tuba
- 1981 Parable XXIII opus 150 voor viool, cello en piano
- 1984 Serenade No. 14 opus 159 voor solo hobo
- 1986 Parable XXV opus 164 voor twee trompetten
- Fanfare for Two Trumpets opus 164a
- Serenade No. 9 voor fluit en alt-fluit

## Media
1. ↑  Celebrations opus 103, Cantata No. 3, voor koor en harmonieorkest door "Northwestern University Chorale and Wind Ensemble" o.l.v. Robert A. Harris

- Biblioteca Nacional de España: XX962241
- Bibliothèque nationale de France: cb138983953 (data)
- CiNii: DA09992563
- Gemeinsame Normdatei: 118855832
- International Standard Name Identifier: 0000 0001 1029 8339
- Library of Congress Control Number: n80097322
- Nationale Bibliotheek van Letland: 000198005
- MusicBrainz: edccfb26-b418-4128-aca1-b60fcdac1599
- Bibliotheek van het Japanse parlement: 00525084
- Nationale Bibliotheek van Tsjechië: xx0150741
- Nationale Bibliotheek van Israël: 987007596985905171
- Nederlandse Thesaurus van Auteursnamen: 074670719
- Istituto Centrale per il Catalogo Unico: LO1V137237
- SNAC: w69022r2
- Système universitaire de documentation: 080277845
- Virtual International Authority File: 76501168
- WorldCat: E39PBJh8VwHGV4DMmkpJY3kxDq